# Tomás Mosciatti
Tomás Antonio Mosciatti Olivieri (Concepción, 2 de mayo de 1960)[cita requerida] es un abogado, comentarista político y locutor radial chileno. 
Licenciado en Ciencias Jurídicas y Sociales de la Universidad de Chile, es el actual locutor principal de Radio Bío Bío. Trabajó también en CNN Chile.

## Biografía

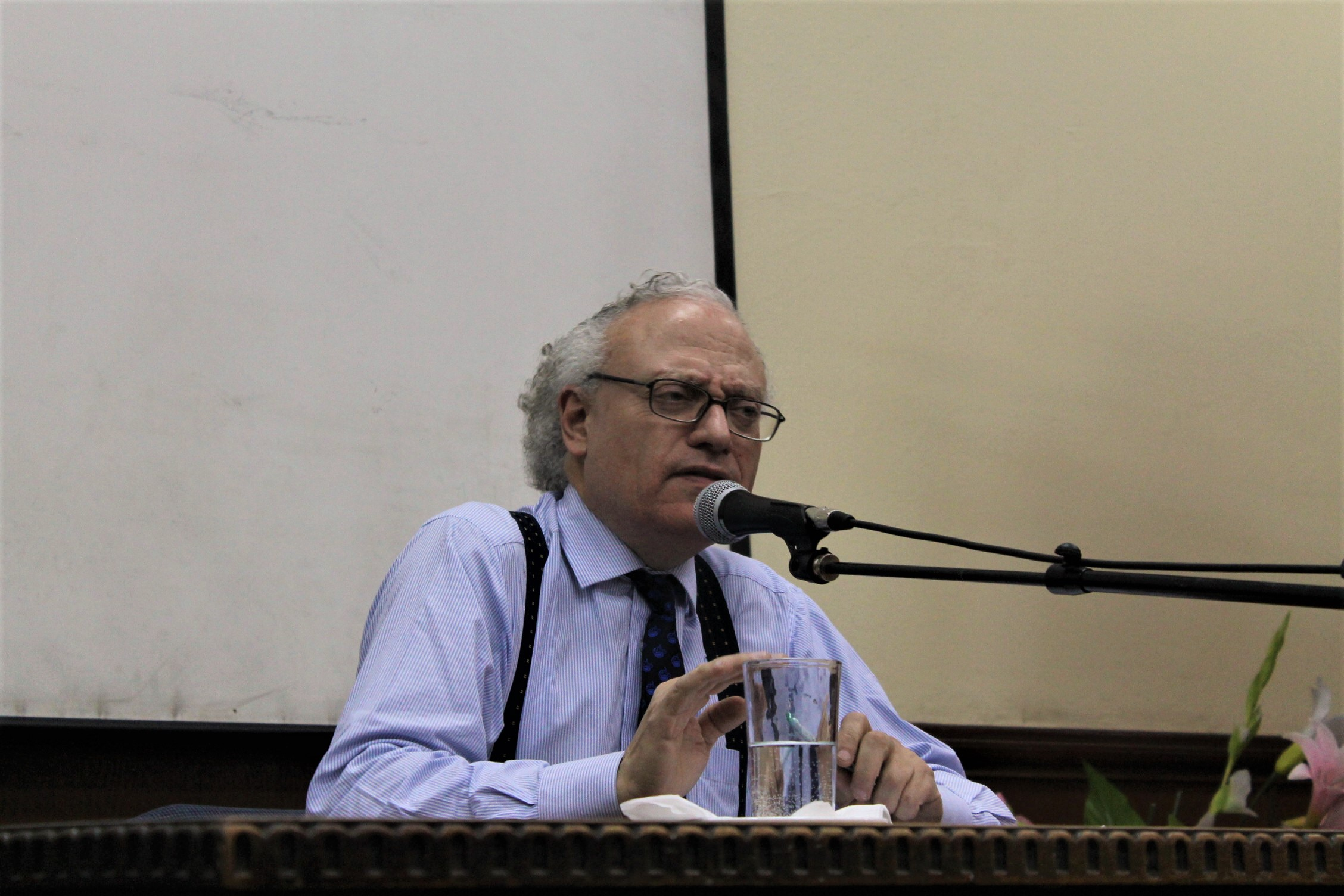
Tomás Mosciatti en una exposición sobre Radio Bío Bío.

Fue el primogénito del matrimonio conformado por Nibaldo Mosciatti Moena, empresario de las comunicaciones de Concepción, y la abogada Olga Olivieri Aste.
Tiene cuatro hermanos, Nibaldo Fabrizio (periodista), Ezio Livio (arquitecto), Mauro Alessio (ingeniero) y Piero Bruno (abogado).
Realizó su educación escolar en los colegios de la Alianza Francesa y de los Padres Franceses o Colegio de los Sagrados Corazones de Concepción. Luego ingresó a Derecho en la Universidad de Concepción, y al año siguiente se mudó a Santiago para continuar la misma carrera en la Universidad de Chile. Egresó en 1986 con la tesis Los mecanismos de solución pacífica de controversias en el tratado de paz y amistad Chileno-Argentino, titulándose como abogado el 15 de septiembre de 1986. Sin embargo, nunca ejerció la abogacía y se dedica sin tener estudios formales de periodismo a ser locutor, incidiendo con su punto de vista en Radio Bío Bío. 
Tras la muerte de Nibaldo Mosciatti Moena en 2007, hereda y ejerce junto a sus hermanos la propiedad de Bío Bío Comunicaciones, empresa que agrupa los medios de comunicación fundados por su padre, como Radio Bío Bío, Radio Punto 7 y Canal 9 Bío-Bío Televisión.

## Carrera mediática
En Radio Bío-Bío ejerce como director de las emisoras de la radio en Santiago y Valparaíso. En 2002 se estrenó como locutor en la radio en el programa Radiograma Matinal.
Además ha sido presentador de televisión, primero en Conversa Con… de Canal 9 en la década de 1990, y desde 2009 en La entrevista de Tomás Mosciatti de CNN Chile. Entre 2015 y 2018 tuvo una entrevista semanal en el noticiero Ahora noticias de Mega.
En 2025, fue el conductor del programa De Frente en Mega, previo a las primarias presidenciales de "Unidad por Chile" de ese mismo año.